# Metailurini
Metailurini — вимерла триба ссавців родини котових (Felidae). Представники триби жили в Африці, Азії, Європі та Північній Америці.
У Metailurini ікла були довші, ніж у сучасних великих кішок, але менші, ніж у справжніх шаблезубих котів з групи Smilodontini. Зуби були також більш конічні, ніж плоскі. Вони існували з міоцену до початку плейстоцену, при цьому більшість видів були виявлені в Євразії. Як і більшість вимерлих кішок, більшість видів в Metailurini відомі, передусім, з дрібних фрагментів. Вважається, що представники триби є прямими нащадками Proailurus та Pseudaelurus